# Labrisomus dendriticus
Labrisomus dendriticus är en fiskart som först beskrevs av Reid, 1935.  Labrisomus dendriticus ingår i släktet Labrisomus och familjen Labrisomidae. IUCN kategoriserar arten globalt som sårbar. Inga underarter finns listade i Catalogue of Life.